# Ateloglossa cinerea
Ateloglossa cinerea är en tvåvingeart som först beskrevs av Daniel William Coquillett 1899.  Ateloglossa cinerea ingår i släktet Ateloglossa och familjen parasitflugor. Inga underarter finns listade.